# Nicola Siri
Nicola Siri (Genova, 20 settembre 1968) è un attore italiano naturalizzato brasiliano.

## Biografia
Di padre italiano e madre brasiliana, ha lavorato in Italia fino al 2002 recitando al cinema, in teatro e nelle fiction (era l'assassino al servizio della Sacra corona unita nella terza stagione de Il maresciallo Rocca e un proprietario di un locale di tango nella terza stagione de La squadra). Nel 2003 è stato scritturato per il ruolo di padre Pedro, un prete che lascia la tonaca, nella telenovela brasiliana Mulheres Apaixonadas, che gli ha dato una buona fama. Si è quindi trasferito definitivamente in Brasile, dove ha proseguito la sua attività artistica, tornando solo occasionalmente sui set italiani. È stato diretto da André Ristum in due film.

## Vita privata
Prima di trasferirsi in Brasile abitava ad Arenzano. Nel paese sudamericano si è sposato e ha messo al mondo due figli. È tifoso del Genoa.

## Filmografia

### Cinema
- Intolerance (1996)
- Naja (1997)
- L'odore della notte (1998)
- Ormai è fatta! (1999)
- Una vita non violenta (1999)
- Prigioniere del cuore (2000)
- Diapason (2001)
- Emma sono io (2002)
- Papa Giovanni - Ioannes XXIII (2002)
- Forse sì... forse no... (2004)
- De Glauber para Jirges (2005)
- Diário de um Novo Mundo (2005)
- 14 Bis (2006)
- Nosso Lar (2010)
- Il mio paese, regia di André Ristum (2011)
- Quanto basta, regia di Francesco Falaschi (2018)
- Colônia, regia di André Ristum (2021)

### Televisione
- Il maresciallo Rocca 3 (2001)
- L'impero (2001)
- Mulheres Apaixonadas - telenovela (2003)
- Os Ricos Também Choram - telenovela (2005)
- Belíssima (2005)
- Avassaladoras - A Série (episodio: "O Sexo e a Idade") (2006)
- Vidas Opostas (2006)
- Amor e Intrigas (2007)
- Poder Paralelo (2009)
- Máscaras (2012)
- Tá Tudo em Casa (2013)
- Império (2014)
- Sem Volta (2017)
- Little Big Italy (2025)